# John St. John (1833–1916)
John Pierce Saint John (ur. 25 lutego 1833 w Brookville, zm. 31 sierpnia 1916 w Olathe) – amerykański polityk, kandydat na prezydenta w 1884 roku.

## Biografia
Urodził się 25 lutego 1833 w Brookville. W czasie wojny secesyjnej walczył po stronie Unii. W 1869 roku przeniósł się do Kansas, gdzie zaangażował się w ruch mający na celu zakaz sprzedaży alkoholu. Działania St. Johna ukształtowane były alkoholizmem jego ojca. W latach 1873–1874 zasiadał w legislaturze stanowej z ramienia Partii Republikańskiej. Dzięki swoim prohibicyjnym poglądom został w 1878 roku wybrany gubernatorem i pełnił ten urząd do 1882. Dzięki jego staraniom w 1880 roku, na terenie stanu Kansas, wprowadzono prohibicję. Dwa lata później wystartował w wyborach prezydenckich, jako kandydat Partii Prohibicji. Uzyskał w nich niespełna 150 tysięcy głosów, co stanowiło czwarty wynik wśród kandydatów. Zmarł 31 sierpnia 1916 w Olathe.